# Nimisha Madhvani
Nimisha Jayant Madhvani là một nhà ngoại giao người Uganda. Bà đã từng là Đại sứ Uganda tại Các Tiểu Vương quốc Ả Rập Thống nhất, kể từ năm 2017. Ngay trước đó, bà là Đại sứ của Uganda tại Pháp, Tây Ban Nha, Bồ Đào Nha và UNESCO, có trụ sở tại Paris.

## Bối cảnh và giáo dục
Bà sinh ra ở Uganda năm 1959 với cha mẹ là Meena Madhvani và Jayant Madhvani, cả hai đều là công dân Uganda gốc Ấn Độ. Jayant là đứa con đầu lòng của năm người con trai của Mulji Prabhudas Madhvani (1894–1958), một nhà công nghiệp, doanh nhân thành lập Tập đoàn Madhvani vào năm 1930. Nimisha lớn lên tại khu bất động sản gia đình ở Kakira, cách thủ đô Kampala khoảng một tiếng rưỡi lái xe về phía đông. Khi nhà độc tài Idi Amin trục xuất người châu Á Uganda vào năm 1972, bà đã đến Vương quốc Anh cùng gia đình, khi đó bà chỉ mới 13 tuổi.

## Sự nghiệp ngoại giao
Khi Phong trào kháng chiến quốc gia chiếm được quyền lực trong thập niên 1980, gia đình Madhvani quay trở về Uganda và lấy lại tài sản của họ. Vào những năm 1990, Nimisha gia nhập ngành ngoại giao Uganda, lần đầu tiên được gửi đến Washington, DC, là thư ký đầu tiên của đại sứ quán Uganda ở đó. Năm 2007, bà được chuyển đến Ủy ban Cao Uganda ở Ấn Độ, có trụ sở tại New Delhi, là người nắm quyền lực thứ hai. Một năm sau, bà được bổ nhiệm làm Ủy viên Cao ủy, phục vụ trong vị trí này từ tháng 4 năm 2008. Trong giai đoạn này, bà đã được gửi tới Bangladesh, Bhutan, Indonesia, Malaysia, Myanmar, Singapore, Sri Lanka và Thái Lan.